# Renoir (película)
Renoir es una película de drama biográfico francesa de 2012 basada en los últimos años de Pierre-Auguste Renoir en Cagnes-sur-Mer durante la Primera Guerra Mundial. La película fue dirigida por Gilles Bourdos y compitió en la sección Un Certain Regard del Festival de Cine de Cannes de 2012. La película está ambientada en el sur de Francia durante la Primera Guerra Mundial y está protagonizada por Michel Bouquet, Christa Theret, Thomas Doret y Vincent Rottiers.
Renoir logró un éxito comercial y de crítica tanto en Francia como en el extranjero, sobre todo en los Estados Unidos, donde figura en la lista Critic's Pick de The New York Times. La película fue seleccionada como la entrada francesa a la Mejor Película en Lengua Extranjera en los 86 Premios de la Academia, pero no fue nominada. En enero de 2014, la película recibió cuatro nominaciones en la 39.ª edición de los Premios César, ganando como Mejor Diseño de Vestuario.

## Gráfico
La película cuenta la historia olvidada de Andrée Heuschling, también conocida como Catherine Hessling, quien fue la última modelo del pintor impresionista Pierre-Auguste Renoir y la primera actriz en las películas de su hijo, el director de cine Jean Renoir. Andrée fue el vínculo entre dos artistas famosos y ampliamente aclamados, un padre y un hijo. Mientras que el padre está al final de su brillante carrera, el hijo todavía se busca a sí mismo, su gran carrera como uno de los directores de cine más célebres aún no ha comenzado.
El director Gilles Bourdos utilizó los servicios de un falsificador de arte convicto, Guy Ribes, para crear y recrear las pinturas de Renoir en acción real en la pantalla.

## Reparto
- Michel Bouquet como Auguste Renoir
- Christa Théret como Andrée Heuschling
- Vincent Rottiers como Jean Renoir
- Thomas Doret como Coco
- Romane Bohringer como Gabrielle Renard
- Michèle Gleizer como Mme Renoir (Aline Charigot)
- Carlo Brandt como El doctor Pratt
- Hélène Babu como Odette
- Marion Lécrivain como Véra Sergine
- Hervé Briaux como Ambroise Vollard
- Stuart Seide como El doctor Barnes
- Emmanuelle Lepoutre como La Médecine
- Thierry Hancisse como El brocanteur
- Annelise Heimburger como La Boulangère
- Sylviane Goudal como La Grande Louise
- Solène Rigot como Madeleine

## Recepción
La película recibió críticas generalmente favorables de los críticos. El agregador de reseñas Rotten Tomatoes informó que el 72% de los críticos le dieron a la película una reseña positiva basada en 69 reseñas, con una puntuación promedio de 6.5/10. El consenso crítico es: "Apropiadamente, Renoir ofrece a los espectadores un drama de suntuosa belleza, que es más que suficiente para compensar su ritmo frustrantemente lento y su guión bastante pobremente escrito". Metacritic, que asigna una puntuación estandarizada de 100, calificó la película con 64 según 23 reseñas, lo que indica "críticas generalmente favorables".

## Reconocimientos
| Premio/Festival de Cine                                           | Categoría                            | Destinatarios y nominados | Resultado |
| ----------------------------------------------------------------- | ------------------------------------ | ------------------------- | --------- |
| Premios de películas para adultos de AARP                         | Mejor película extranjera            |                           | Ganadora  |
| Premios de la Sociedad Estadounidense de Directores de Fotografía | Premio destacado                     | Mark Lee Ping Bin         | Nominado  |
| Festival de cine de cannes                                        | Un certain regard                    |                           | Nominada  |
| Premios César                                                     | Mejor actor                          | Michel Bouquet            | Nominado  |
| Premios César                                                     | Mejor Fotografía                     | Mark Lee Ping Bin         | Nominado  |
| Premios César                                                     | Mejor diseño de producción           | Benoît Barouh             | Ganadora  |
| Premios César                                                     | Mejor diseño de vestuario            | Pascaline Chavanne        | Nominado  |
| Premios Lumières                                                  | Mejor película                       |                           | Nominada  |
| Premios Lumières                                                  | Mejor director                       | Gilles Bourdos            | Nominado  |
| Premios Lumières                                                  | Mejor actor                          | Michel Bouquet            | Nominado  |
| Premios Lumières                                                  | Mejor actriz                         | Christa Theret            | Nominada  |
| Premio mundial de banda sonora                                    | Compositor de bandas sonoras del año | Alexandre Desplat         | Nominado  |